# Acanthogilia gloriosa
Acanthogilia gloriosa là một loài thực vật có hoa trong họ Polemoniaceae. Loài này được (Bandegee) A.Day & R.C.Moran mô tả khoa học đầu tiên năm 1986.